# Sharpham
Sharpham is een civil parish in het bestuurlijke gebied Mendip (graafschap Somerset). De plaats telt 130 inwoners.